# Katamenes indetonsus
Katamenes indetonsus är en stekelart som först beskrevs av Moravitz 1895.  Katamenes indetonsus ingår i släktet Katamenes och familjen Eumenidae. Inga underarter finns listade i Catalogue of Life.